# 薛元敬
薛元敬（？—？），蒲州汾陰（今山西萬榮西）人，薛收的侄子。唐太宗十八學士之一。

## 生平
長於文學，與薛收及薛收族兄薛德音齊名，世稱河東三鳳，其中薛收為長雛、薛德音為鶩鷟，薛元敬為鵷雛。高祖武德初（618年）曾任秘書郎。秦王李世民召为天策府参军兼值记室，杜如晦称之为“小记室”。李世民为皇太子，任太子舍人。掌軍府書檄和朝廷誥令，深得唐太宗之賞識。

## 延伸阅读
[在维基数据编辑]
 《新唐書·卷098》，出自《新唐書》